# Ambystoma granulosum
Ambystoma granulosum é uma espécie de anfíbio caudado pertencente à família Ambystomatidae. Endêmica do México.